# نقشه‌برداری آسمان

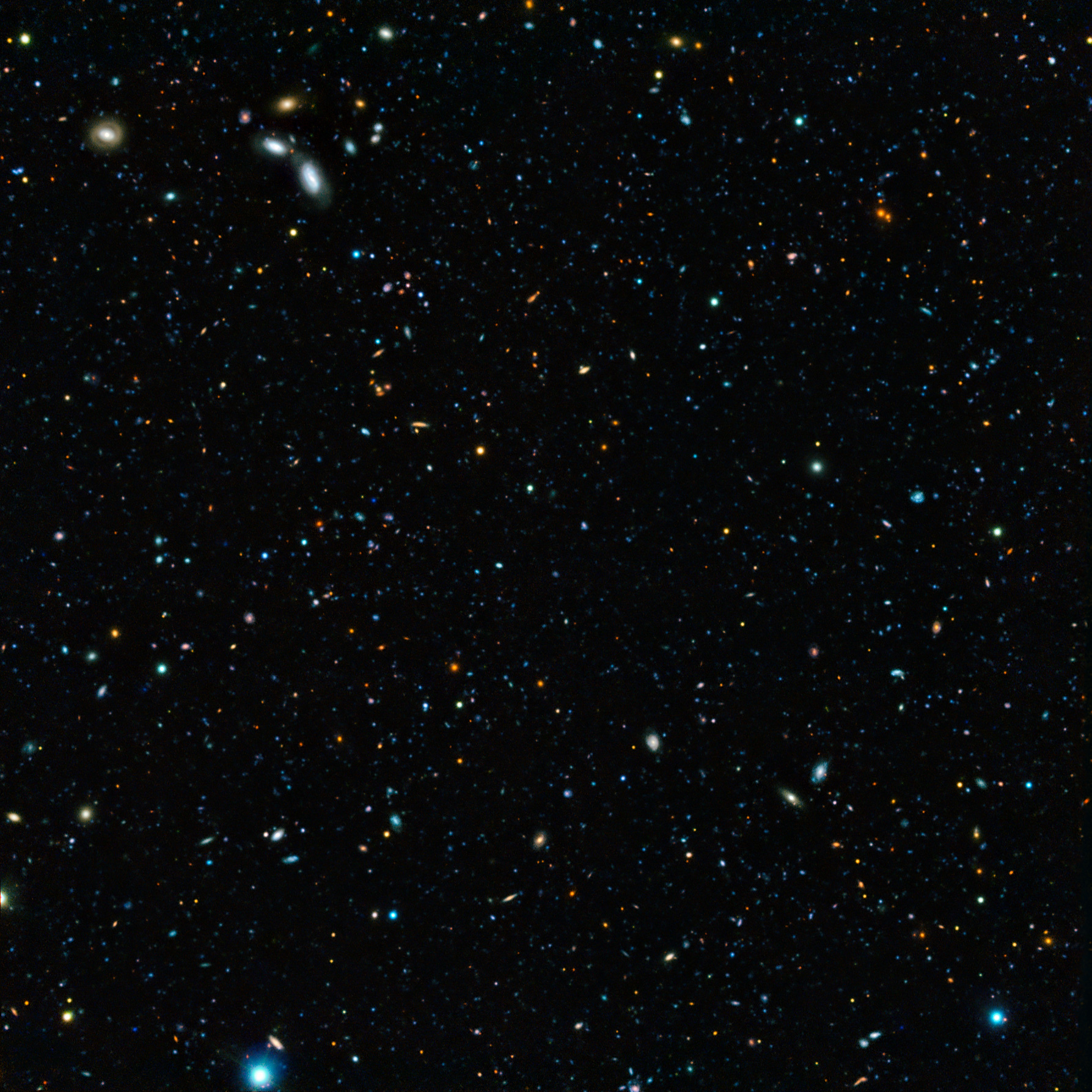
تصویر ترکیبی از میدان GOODS-South، نتیجه یک بررسی عمیق با استفاده از دو تلسکوپ از چهار تلسکوپ غول پیکر ۸٫۲ متری سازندهٔ تلسکوپ بسیار بزرگ ESO

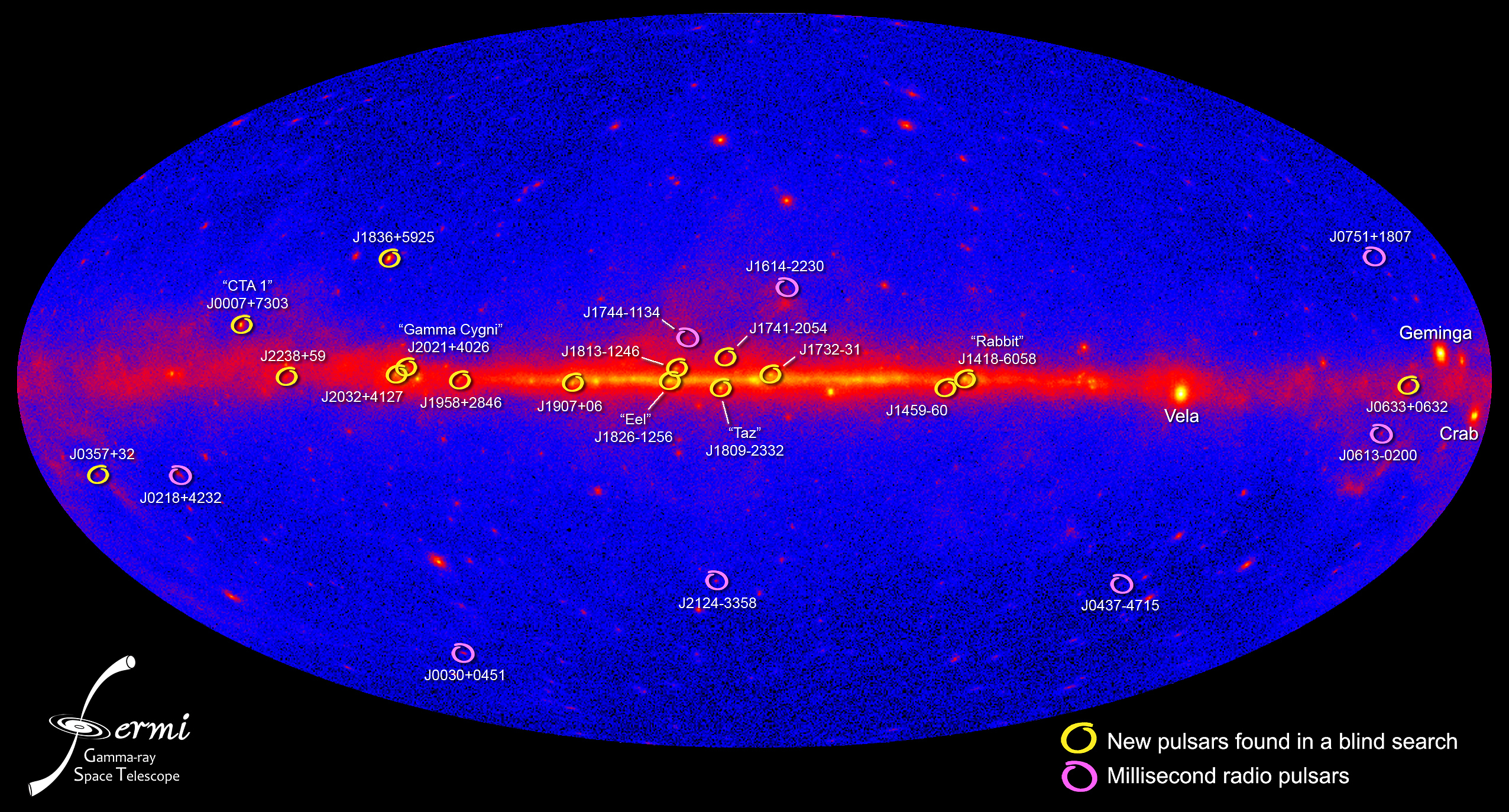
کشف یک ستارهٔ نوترونی تپ‌اختر توسط تلسکوپ فضایی پرتو گامای فرمی

نقشه‌برداری آسمان یا بررسی نجومی (انگلیسی: Astronomical survey) بررسی یک نقشه یا تصویر کلی از یک منطقه از آسمان (یا از کل آسمان) است که به‌دنبال یافتن هدف رصدی ویژه‌ای نیست. از نگاهی دیگر، یک بررسی آسمانی ممکن است شامل مجموعه‌ای از تصویرها، طیف‌ها یا مشاهدات دیگر از اجرام باشد که نوع یا ویژگی مشترکی دارند. بررسی‌ها اغلب به یک باند از طیف الکترومغناطیسی به دلیل محدودیت‌های ابزاری محدود می‌شوند، اگرچه بررسی‌های چند طول موجی را می‌توان با استفاده از چند آشکارساز، که هر کدام به پهنای باند متفاوتی حساس هستند، انجام داد.
نظرسنجی‌ها عموماً به عنوان بخشی از برنامه تولید کاتالوگ اخترشناسی انجام شده‌است. جستجوی آنها همچنین ممکن است برای رویدادهای نجومی گذرا جستجو کنند. آنها اغلب از اختروگرافی‌های میدان وسیع استفاده می‌کنند.